# Ondas Martenot

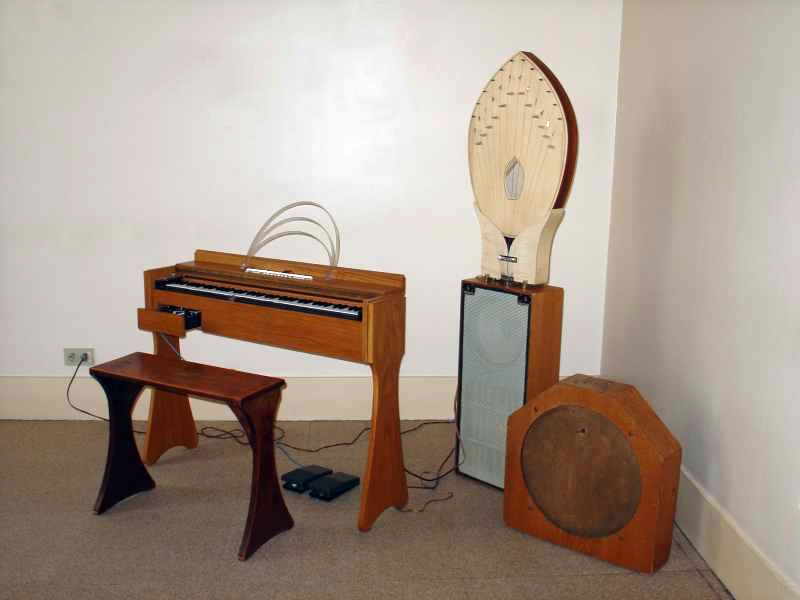
Um modelo das Ondas Martenot

Ondas Martenot, ondium Martenot ou ondas musicais é um instrumento musical eletrônico com teclado, criado em 1928 por Maurice Martenot. Trata-se de um dos instrumentos musicais electrónicos iniciais, e era originalmente muito semelhante ao teremim. Produz um som ondulante com válvulas termiónicas de frequência oscilatória.
As ondas Martenot foram usadas por vários compositores, em especial Olivier Messiaen, que para a sua obra "Fête des Belles Eaux", escrita para a Feira Mundial Internacional de 1937 em Paris as escolheu. Seguiram-se vários trabalhos, como a Turangalîla-Symphonie, Feuillets inédits, e Trois Petites Liturgies de la Présence Divine a sua ópera Saint-François d'Assise usa três ondas Martenot. Muitas das obras foram escritas para a sua cunhada, Jeanne Loriod, que foi professora de ondas Martenot no Conservatório de Paris.